# Gibbs’sche Adsorptionsisotherme
Die Gibbs’sche Adsorptionsisotherme  (nach Josiah Willard Gibbs) beschreibt quantitativ die Beziehung zwischen der Grenzflächenspannung von Lösungen, den Grenzflächenexzesskonzentrationen und den chemischen Potentialen bzw. den Konzentrationen der in der Lösung enthaltenen Substanzen bei konstanter Temperatur und konstantem Druck.
In ihrer allgemeinen Form lautet sie:
{\displaystyle \sum _{i}\Gamma _{i}\mathrm {d} \mu _{i}=-\mathrm {d} \gamma \quad (1)}
Für eine verdünnte Lösung einer Substanz 2 in einem großen Überschuss an Substanz 1 gilt vereinfacht:
{\displaystyle \Gamma _{2}=-{\frac {1}{RT}}{\frac {\mathrm {d} \gamma }{\mathrm {d} \ln \left(c_{2}/c^{o}\right)}}\quad (2)}
Hierbei bezeichnet
- {\displaystyle i=1,2,3,\dots } Zählindex für die enthaltenen Substanzen
- {\displaystyle \Gamma _{i}} die Grenzflächenexzesskonzentration Substanz {\displaystyle i}
- {\displaystyle \mu _{i}} das chemische Potential {\displaystyle \mu _{i}} der Substanz {\displaystyle i}
- {\displaystyle \gamma } die Grenzflächenspannung der Grenzfläche der Lösung
- {\displaystyle n_{i}} die Stoffmenge der Substanz {\displaystyle i}
- {\displaystyle G} die freie Enthalpie des Systems
- {\displaystyle x_{i}} der Molenbruch der Substanz {\displaystyle i} in der Lösung
- {\displaystyle R} die allgemeine Gaskonstante
- {\displaystyle T} die absolute Temperatur
- {\displaystyle c_{i}} Stoffmengenkonzentration der Substanz {\displaystyle i}
- {\displaystyle c^{o}} Standardkonzentration = 1 Mol/L
- {\displaystyle \mu _{i}^{o}} Standardpotential der Substanz {\displaystyle i} in verdünnter Lösung
- {\displaystyle A} Flächeninhalt der Grenzfläche
- {\displaystyle \gamma } Grenzflächenspannung

## Herleitung
Die Originalquelle ist thermodynamisch rigoros aber aus heutiger Sicht schwerer verständlich. Daher gibt es in der Literatur verschiedene alternative Herleitungen, die sich um größere Verständlichkeit bemühen.
Hiervon ist wahrscheinlich die folgende Herleitung die einfachste:
- Wir beginnen mit der Herleitung der Gibbs-Duhem-Gleichung:
Das chemische Potential der Substanz {\displaystyle i} ist definiert als die partielle Ableitung der freien Enthalpie nach der Stoffmenge dieser Substanz:
{\displaystyle \mu _{i}=\left({\frac {\partial G}{\partial {n_{i}}}}\right)_{T,p,n_{j\neq i}}\quad (3a)}
Bei konstantem Druck und Temperatur gilt somit für kleine Änderungen der Stoffmengen:
{\displaystyle \mathrm {d} G=\sum _{i}\mu _{i}\mathrm {d} n_{i}\quad (4a)}
Wir nehmen ein großes Volumen einer Lösung, in der die Komponenten {\displaystyle i} mit einem Molenbruch {\displaystyle x_{i}} enthalten sind, und fügen diesem bei konstantem Druck und Temperatur sehr kleine Stoffmengen dieser Komponenten, {\displaystyle \mathrm {d} n_{i}}, zu. Hierbei wählen wir alle {\displaystyle \mathrm {d} n_{i}} so, dass für jede Komponente {\displaystyle \mathrm {d} n_{i}/x_{i}} den gleichen Wert ausmacht, wir also letztlich dem großen Volumen eine kleine Menge identischer Zusammensetzung zugefügt haben. Die Zusammensetzung bleibt somit gleich. Diese Zugabe wiederholen wir solange, bis wir eine wesentliche Menge zugefügt haben. Die freie Enthalpie dieser Menge beträgt somit:
{\displaystyle G=\sum _{i}\int \mu _{i}\,\mathrm {d} n_{i}=\sum _{i}\left(\mu _{i}\int \,\mathrm {d} n_{i}\right)=\sum _{i}\mu _{i}n_{i}\quad (5a)}
Bilden wir hiervon das totale Differential erhalten wir:
{\displaystyle \mathrm {d} G=\sum _{i}\mu _{i}\mathrm {d} n_{i}+\sum _{i}n_{i}\mathrm {d} \mu _{i}\quad (6a)}
Gleichung (6a) enthält einen Term mehr als Gleichung (4a). Da beide Gleichungen gültig sind, muss dieser Term bei konstantem Druck und konstanter Temperaturgleich null sein:
{\displaystyle \sum _{i}n_{i}\mathrm {d} \mu _{i}=0\quad (7a)}
In Worten erklärt: füge ich bei konstantem Druck und Temperatur einer Lösung die Substanz {\displaystyle i} zu, so ändert sich die Zusammensetzung und somit auch die chemischen Potentiale aller Substanzen in der Mischung, doch diese Änderungen der chemischen Potentiale kompensieren sich.
- Nun nehmen wir die Grenzfläche hinzu:
Die Grenzflächenspannung ist definiert als die partielle Ableitung der freien Enthalpie nach dem Flächeninhalt der Grenzfläche:
{\displaystyle \gamma =\left({\frac {\partial G}{\partial {A}}}\right)_{T,p,n}\quad (3b)}
Erlauben wir bei konstantem Druck und Temperatur sowohl kleine Änderungen der Stoffmengen als auch der Grenzfläche erhalten wir:
{\displaystyle \mathrm {d} G=\sum _{i}\mu _{i}\mathrm {d} n_{i}+\gamma \mathrm {d} A\quad (4b)}
Nun beschreiten wir für den zweiten Term von Gleichung (4b) einen ähnlichen Weg, wie den von (4a) nach (5a); d. h. nehmen die Menge an Substanzgemisch, die wir oben erzeugt haben aus dem großen Volumen heraus in eine andere, hiermit nicht mischbare Phase (z. B. ein Gas) und erzeugen und vergrößern eine Grenzfläche zwischen diesen beiden Phasen von null auf den Wert A. Dabei bleibt die Grenzflächenspannung konstant und wir erhalten durch Integration über die Flächenänderung:
{\displaystyle G=\sum _{i}\mu _{i}n_{i}+\int \gamma \mathrm {d} A=\sum _{i}\mu _{i}n_{i}+\gamma \int \mathrm {d} A=\sum _{i}\mu _{i}n_{i}+\gamma A\quad (5b)}
wir bilden wieder das totale Differential von G (bei konstantem Druck und Temperatur):
{\displaystyle \mathrm {d} G=\sum _{i}\mu _{i}\mathrm {d} n_{i}+\sum _{i}n_{i}\mathrm {d} \mu _{i}\quad +\gamma \mathrm {d} A+A\mathrm {d} \gamma \quad (6b)}
(6b) hat eine Summe zweier Terme mehr als (4b). Da beide Gleichungen gültig sind, muss die Summe dieser beiden Terme gleich null sein:
{\displaystyle \sum _{i}n_{i}\mathrm {d} \mu _{i}\quad +A\mathrm {d} \gamma =0\quad (7b)}
Nun unterscheiden wir zwischen den Molekülen in der Volumenphase (ohne Grenzflächenexcess), {\displaystyle n_{i,{\text{Volumen}}}} und den Molekülen im Grenzflächenexzess {\displaystyle n_{i,{\text{Grenzfl.}}}}.
{\displaystyle \underbrace {\sum _{i}n_{i,{\text{Volumen}}}\mathrm {d} \mu _{i}} _{=0}+\sum _{i}n_{i,{\text{Grenzfl.}}}\mathrm {d} \mu _{i}\quad +A\mathrm {d} \gamma =0\quad (8)}
Der erste Term von (8) bezieht sich nur auf die Volumenphase. Er ist somit gemäß (7a) gleich null und wir erhalten:
{\displaystyle \sum _{i}n_{i,{\text{Grenzfl.}}}\mathrm {d} \mu _{i}\quad +A\mathrm {d} \gamma =0\quad \Leftrightarrow \quad \sum _{i}{\frac {n_{i,{\text{Grenzfl.}}}}{A}}\mathrm {d} \mu _{i}\quad +\mathrm {d} \gamma =0\quad (9)}
Der Quotient aus Stoffmenge der Moleküle im Grenzflächenexzess und dem Flächeninhalt ist Grenzflächenexzesskonzentration {\displaystyle n_{i,{\text{Grenzfl.}}}/A=\Gamma _{i}} und wir erhalten:
{\displaystyle \sum _{i}\Gamma _{i}\mathrm {d} \mu _{i}+\mathrm {d} \gamma =0\quad (10)}
In Worten ausgedrückt: ändern wir das chemische Potential einer Substanz, z. B. dadurch dass wir ihre Konzentration in der Volumenphase verändern, so verändern wir damit auch den Grenzflächenexzess der freien Enthalpie und zwar proportional zur Veränderung des chemischen Potentials und der Grenzflächenexzesskonzentration dieser Substanz.
Gleichung (10) ist identisch zu Gleichung (1).
Die berechtigten Einwände gegen diese Herleitung: In dem Schritt von (4a) zu (5a) vergrößern wir zwangsläufig auch die Grenzfläche der umgebenden Mischung. Von (4b) nach (5b) können wir kaum vermeiden, dass sich eine gekrümmte Oberfläche bildet, die einen Laplace-Druck erzeugt, so dass wir nicht mehr bei konstanten Druck vorgehen. Weiterhin werden die Moleküle im Grenzflächenexzess der Volumenphase entzogen, so dass sich die Konzentration der Volumenphase durch den Schritt von (4b) nach (5b) verändert. Diese Einwände können wir dadurch abmildern, dass wir alle diese Schritte in so großem Maßstab durchführen, dass sowohl die Krümmung der Grenzflächen als auch das Verhältnis von Grenzfläche/Volumen so klein wird, dass man diese Effekte vernachlässigen kann.
Vereinfachen wir unser System zu einer verdünnten Lösung von Substanz 2 in einem Überschuss an Substanz 1 so erhalten wir:
{\displaystyle \underbrace {\Gamma _{1}} _{=0}\mathrm {d} \mu _{1}+\Gamma _{2}\mathrm {d} \mu _{2}+\mathrm {d} \gamma =0\quad (11)}
Üblicherweise wird die Lage der Grenzfläche so festgelegt, dass die Grenzflächenexzesskonzentration des Lösungsmittels gleich null ist. Somit ist der erste Term von (11) gleich null und wir erhalten:
{\displaystyle \Gamma _{2}\mathrm {d} \mu _{2}+\mathrm {d} \gamma =0\quad (12)}
die Konzentrationsabhängigkeit des chemischen Potentials einer verdünnten Lösung wird durch folgenden Ausdruck gegeben:
{\displaystyle \mu _{i}=\mu _{i}^{o}+RT\ln(c_{i}/c^{o})\quad (13)}
{\displaystyle \mu _{i}^{o}} ist eine Konstante. Somit ergibt sich bei konstantem Druck und konstanter Temperatur:
{\displaystyle \mathrm {d} \mu _{i}=RT\mathrm {d} \ln(c_{i}/c^{o})\quad (14)}
Setzen wir dies in (14) ein, erhalten wir:
{\displaystyle \Gamma _{2}RT\mathrm {d} \ln(c_{2}/c^{o})+\mathrm {d} \gamma =0\quad \Leftrightarrow \quad \Gamma _{2}+{\frac {1}{RT}}{\frac {\mathrm {d} \gamma }{\mathrm {d} \ln(c_{2}/c^{o})}}=0\quad (15)}
Dies ist identisch zu Gleichung (2).